# Die Diebe und der Esel

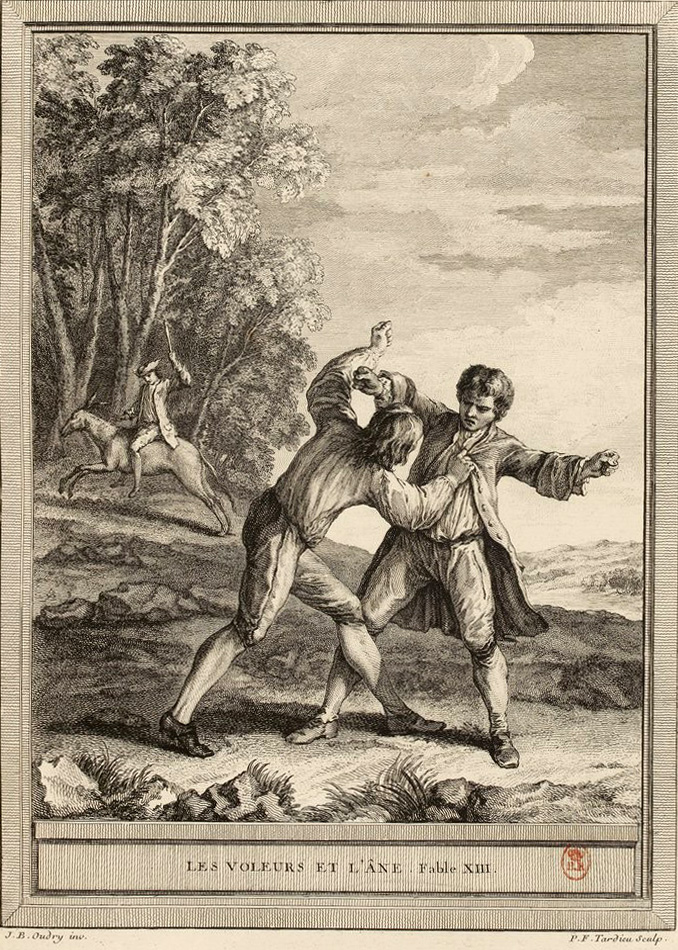
Kupferstich nach einer Zeichnung von Jean-Baptiste Oudry

Die Diebe und der Esel (französisch Les Voleurs et l’Âne) ist eine Fabel des französischen Dichters Jean de La Fontaine, die 1668 erstmals veröffentlicht wurde.
Als Vorlage diente ihm die Tierfabel vom Löwen, dem Bären und dem Fuchs („Leo, Ursus et Vulpes“) des griechischen Dichters Äsop. La Fontaine stellt jedoch in seiner Version einen politischen Bezug her. Er bezieht sich auf die Situation im Fürstentum Siebenbürgen, das in den 1660er Jahren von mehreren Mächten umkämpft war – den „Dieben“ bei La Fontaine: sein eigener Herrscher, die Türkei, Ungarn und das Habsburgerreich. (Anmerkung zur deutschen Übersetzung: im französischen Originaltext heißt es: le Transylvain, le Turc et le Hongrois.)

## Inhalt
Zwei Diebe prügelten um einen Esel sich,

den sie geraubt; behalten wollte ihn der eine,

verkaufen gleich der andre. Jämmerlich

zerbläut das edle Paar sich drum in blut’gem Raufen.

Ein dritter Spitzbub kommt zum Ort – 

und führt den Meister Langohr fort.

Manch armes Land ist wohl dem Esel zu vergleichen,

und mancher Fürst aus fernen Reichen,

wie aus der Walachei, Ungarn und der Türkei,

den Dieben. Statt der zwei sind’s manchmal drei –

nur allzu häufig ist die Sorte heute!

Doch von dem Kleeblatt fällt oft keinem zu die Beute:

Ein vierter Räuber kommt daher und – schnapp,

jagt er den Esel ihnen ab.

## Quelle und Interpretation
La Fontaine inspirierte sich bei Äsop, in dessen Fabel der Löwe und der Bär um einen toten Esel kämpfen, bis sie vor Erschöpfung sich nicht mehr bewegen können. Der Fuchs nutzt diese Gelegenheit und trägt schadlos die Beute weg, da die ihm überlegenen Tiere sich gegenseitig außer Gefecht gesetzt haben. La Fontaine setzt an die Stelle der beiden Raubtiere zwei Diebe; diese Gegner sind so sehr in den Kampf verbissen, dass sie es nicht merken, wie ein dritter sich der Beute bemächtigt. In Äsops Fabel lautet die Moral „Wer die ganze Mühe hat, hat nicht immer den Nutzen“.
La Fontaines Erzähler vergleicht den Esel mit einer armen Provinz und die Diebe mit diesen oder jenen Prinzen wie die Siebenbürger, die Türken und die Ungarn («Comme tel ou tel Prince, / Comme le Transylvain, le Turc, et le Hongrois»). Mit den Namen fern wohnender Völker soll dem Vorwurf einer direkten Anspielung entgegengewirkt werden, und auch hier heißt die Schlussfolgerung, dass oft die Provinz von keinem von ihnen erobert wird («De nul d’eux n’est souvent la province conquise»).